# Adélaïde Labille-Guiardová
Adélaïde Labille-Guiardová (11. dubna 1749 Paříž – 24. dubna 1803 Paříž) byla francouzská malířka, která patřila mezi vyhledávané portrétisty druhé poloviny 18. století. Byla zastánkyní práv a rovnoprávnosti žen, prosazovala možnost jejich většího zastoupení v Královské akademii.

## Život
Byla nejmladší z osmi dětí Clauda-Edmé Labille, majitele butiku s módním zbožím v Paříži. Malovat se naučila v dílně miniaturisty a malíře Françoise-Elie Vincenta, který bydlel poblíž krámku jejího otce. V roce 1769 byla jeho zásluhou přijata na Akademii svatého Lukáše, což jí umožnilo pracovat jako profesionální malířka.
Ve věku dvaceti let se provdala za úředníka Nicolase Guiarda. Po deseti letech se manželé rozešli, oficiální rozvod byl možný až v roce 1793 po změně legislativy.
Po sňatku s Guiardem se vyučila malbě pastelem u mistra žánru Quentina de La Tour. V roce 1774 poprvé vystavovala v salonu Akademie svatého Lukáše své dílo – portrét soudce v pastelu. Postupně si získávala renomé , její pastely byly dobře přijaty i odbornou kritikou. Její snahou bylo stát se členkou Královské akademie malířství a sochařství, proto se chtěla zdokonalit v technice olejomalby. V tomto snažení jí pomáhal François-André Vincent, který jí také zprostředkoval zakázky na portréty některých členů akademie a jejich příbuzných. V roce 1783 byla společně s Élisabeth Vigée-Lebrunovou přijata do Královské akademie.
Adélaïde, která žila odloučena od svého manžela, si zajišťovala obživu také vyučováním mladých dívek. V roce 1785 namalovala svůj autoportrét se dvěma žačkami. Obraz v životní velikosti byl přijat na výroční Salon a přinesl jí pozvání královské rodiny do Versailles.  Stala se malířkou tet francouzského krále, které jí dopomohly k získání vládního důchodu. Portréty tří princezen byly vystaveny v Salonu v roce 1787. Adélaïde Labille-Guiardová byla první umělkyní, které bylo dovoleno založit pro sebe a své studenty malířské studio v Louvru.
Francouzská revoluce v roce 1789 ji donutila hledat klientelu mezi novou politickou i společenskou elitou. Vytvořila proto portréty čtrnácti poslanců Národního shromáždění, včetně Talleyranda a Robespierra. V roce 1793 se načas stáhla do ústraní a přestala malovat, když byla donucena zničit svůj velký obraz s královskou tematikou, na kterém pracovala několik let. Znovu vystavila své práce v Salonu roku 1795 a pokračovala až do roku 1800.
V červnu 1799 se provdala podruhé za malíře Françoise-André Vincenta, syna svého prvního učitele. Zemřela v roce 1803 ve věku 54 let po dlouhé nemoci.

## Dílo
Adélaïde Labille-Guiardová je známá především jako portrétistka. Většinou malovala pastelem, olej používala méně. Malovala hlavně portréty žen, které vypracovávala s velkou péčí a pozorností k detailu. Dokázala také zachytit módní styl a všechny drobnosti oblečení. Portréty mužů, které vytvořila, jsou nejčastěji portréty lidí kolem ní nebo portréty jejích přátel, zejména malíře Françoise-André Vincenta.
Z přibližně sedmdesáti obrazů, které jsou malířce připisovány, jich méně než tucet zachycuje celou postavu. Většinou zachycovala své modely do půl těla, což bylo ve své době neobvyklé.

## Galerie

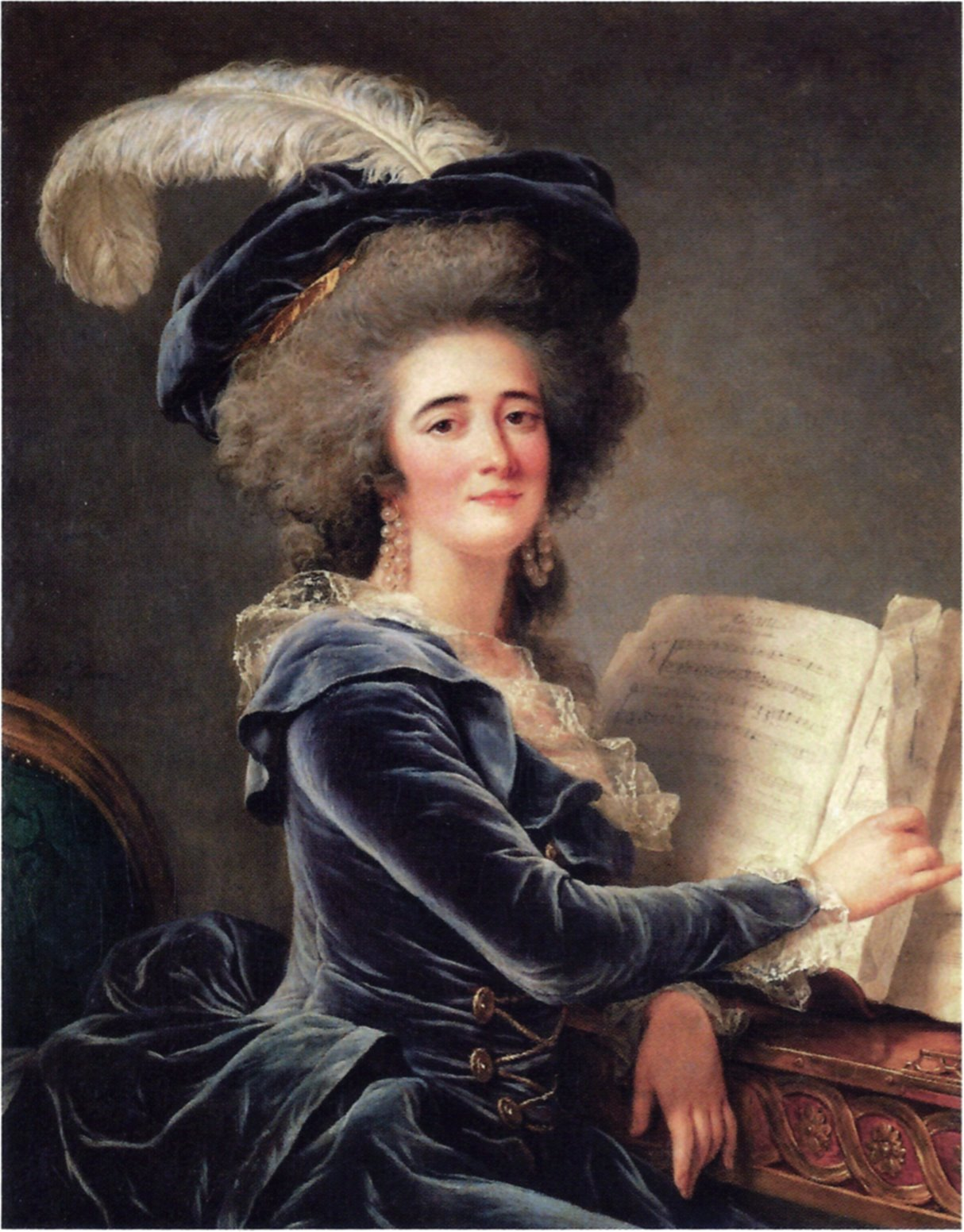
Komtesa de Selve (1787)
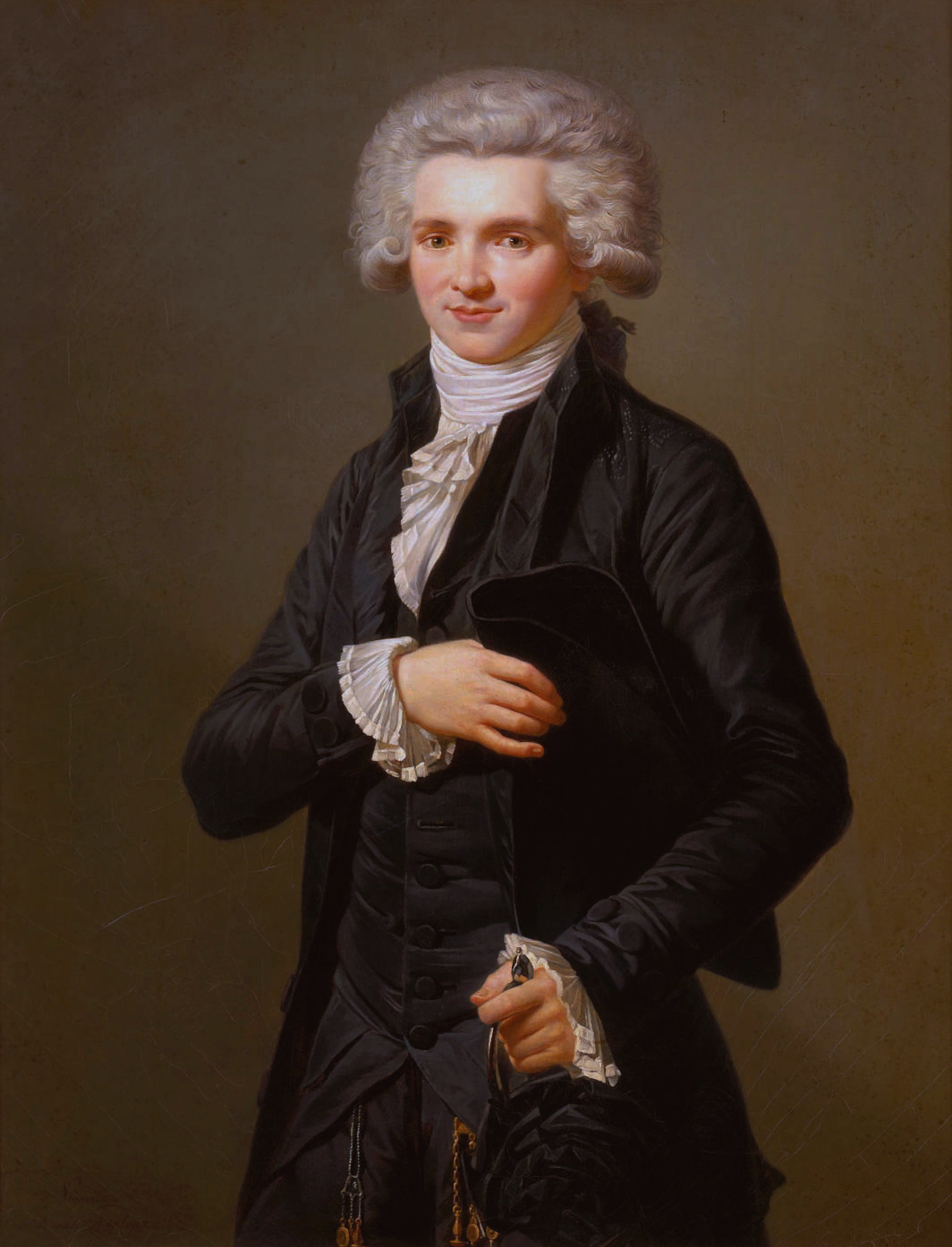
Maximilien de Robespierre (1790)
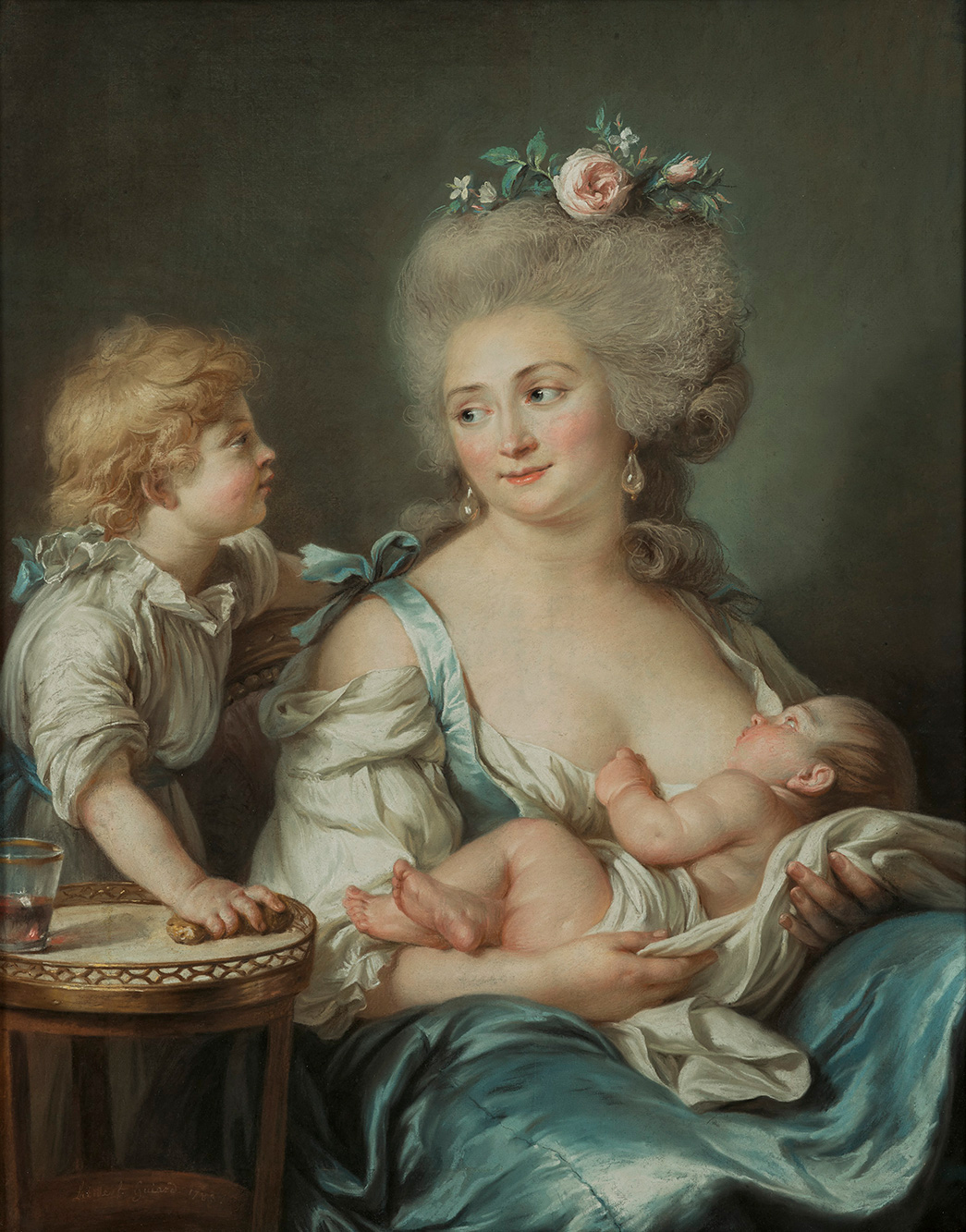
Paní Mitoire a její děti (1783)
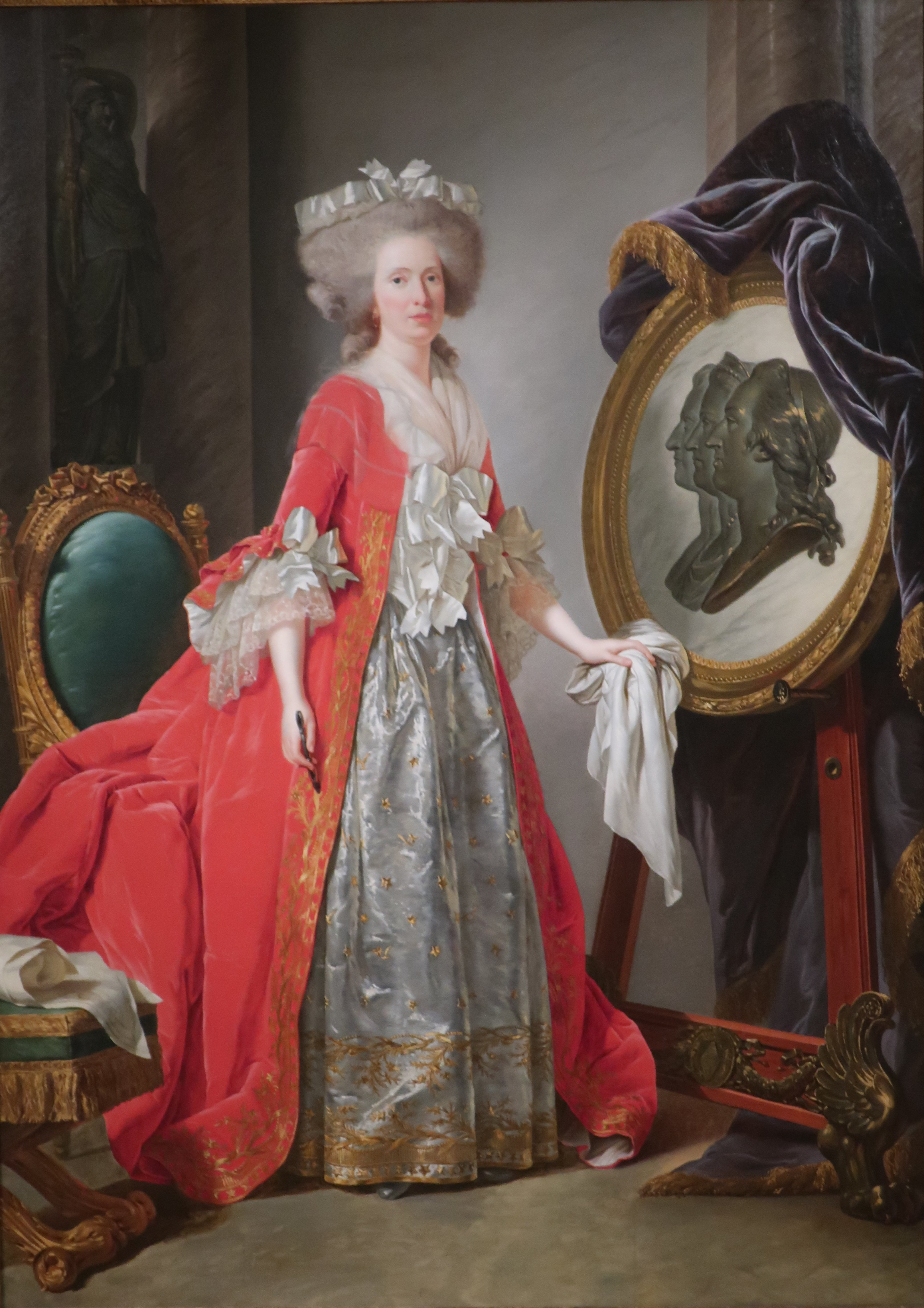
Paní Adélaïde (1787)